# Лемарк, Эрик
Э́рик ЛеМарк (фр. Eric LeMarque; 1 июля 1969, Париж, Франция) — американо-французский писатель и бывший хоккеист. Во время своей хоккейной карьеры он был членом национальной сборной Франции, с которой выступал на Зимних Олимпийских играх 1994 года, где забросил одну шайбу. Автор двух книг — международных бестселлеров.

## Ранняя жизнь
ЛеМарк родился в столице Франции, Париже, но вырос в районах Лос-Анджелеса Уэст-Хиллз и Пасифик-Палисейдс.

## Хоккейная карьера
Выросший в Соединённых Штатах, он играл в хоккей в I дивизионе NCAA за Университет Северного Мичигана с 1987 по 1991 года. В 17 лет, после первого года обучения, он был выбран на драфте НХЛ 1987 года в 11-м раунде под общим 224-м номером клубом «Бостон Брюинз». ЛеМарк набрал 16 очков в 18 выставочных играх НХЛ за «Брюинз» и «Лос-Анджелес Кингз», но в лиге так и не сыграл ни одного официального матча. Он играл большую часть своей карьеры во Франции, где выиграл три национальных чемпионата подряд с 1994 по 1996 годы, и в Германии. Лемарк вызывался в сборную Франции и выступал за неё на Зимних Олимпийских играх 1994 года в Лиллехаммере, Норвегия, где забросил одну шайбу в пяти играх, а также на чемпионатах мира в 1994 и 1995 годах. Всего за сборную провёл 16 матчей, набрав в них 4 очка (2 гола, 2 передачи). Лемарк ушёл из хоккея в сезоне 1999-2000 годов и занялся сноубордом, сосредоточившись на X-Games (Всемирные экстремальные игры).

## Поздняя жизнь
6 февраля 2004 года Лемарк, катаясь на сноуборде за пределами трассы, заблудился в дикой местности гор Сьерра-Невада на высоте более 11 500 футов (3,5 километра), где провёл восемь дней, живя в импровизированных иглу и питаясь кедровыми орехами и корой деревьев, а чтобы добыть воду, растапливал снег. Всё что у него было при себе — мр3-плеер и сноуборд. После восьми дней еле живого Лемарка случайно обнаружил экипаж патрульного вертолёта, совершавший облёт местности в поисках его тела. Лемарк прошёл почти 10 миль (16 километров) по глубокому снегу и при минусовой температуре. Несмотря на все усилия медиков, он потерял обе ноги из-за сильного обморожения.
В 2017 году вышел фильм «На глубине 6 футов» по мотивам книги Лемарка «Кристально чистый» (англ. Crystal Clear: The Inspiring Story of How an Olympic Athlete Lost His Legs Due to Crystal Meth and Found a Better Life). В картине показана история его драматических приключений в снежных горах.

## Статистика выступлений

### Клубная
| 1986/1987 | Университет Северного Мичигана | NCAA         | 38 | 5  | 12 | 17 | 49  | — | — | — | — | —  |
| 1987/1988 | Университет Северного Мичигана | NCAA         | 39 | 8  | 22 | 30 | 54  | — | — | — | — | —  |
| 1988/1989 | Университет Северного Мичигана | NCAA         | 43 | 20 | 17 | 37 | 40  | — | — | — | — | —  |
| 1989/1990 | Университет Северного Мичигана | NCAA         | 40 | 17 | 32 | 49 | 45  | — | — | — | — | —  |
| 1990/1991 | Бриансон Дьяблс Руж            | Лига Магнуса | 21 | 6  | 13 | 19 | 38  | 7 | 6 | 5 | 1 | 8  |
| 1991/1992 | Гринсборо Монаркс              | ECHL         | 55 | 29 | 37 | 66 | 110 | 3 | 0 | 0 | 0 | 8  |
| 1992/1993 | Валансьен Эно                  | Дивизион 1   | 19 | 16 | 18 | 34 | 64  | — | — | — | — | —  |
| 1993/1994 | Руан Драгонс                   | Лига Магнуса | 14 | 11 | 17 | 28 | 32  | 4 | 1 | 2 | 3 | 8  |
| 1994/1995 | Руан Драгонс                   | Лига Магнуса | 23 | 4  | 11 | 15 | 61  | 7 | 5 | 2 | 7 | 10 |
| 1995/1996 | Брест Албатрос                 | Лига Магнуса | 11 | 8  | 1  | 9  | 20  | — | — | — | — | —  |
| 1997/1998 | Пфаффенхофен АйсХогс           | Бундеслига 2 | 13 | 6  | 11 | 17 | 32  | — | — | — | — | —  |
| 1997/1998 | Арканзас ГлэсьерКэтс           | WPHL         | 12 | 3  | 5  | 8  | 2   | — | — | — | — | —  |

### За сборную
| 1994                     | Франция                  | Олимпиада                | 5  | 1 | 0 | 1 | 6  |
| 1994                     | Франция                  | Чемпионат Мира           | 5  | 1 | 1 | 2 | 0  |
| 1995                     | Франция                  | Чемпионат Мира           | 6  | 0 | 1 | 1 | 4  |
| Всего за сборную Франции | Всего за сборную Франции | Всего за сборную Франции | 16 | 2 | 2 | 4 | 10 |